# Eridanosaurus
Eridanosaurus es un género extinto que fue descrito originalmente como un crocodiliano, pero más tarde se demostró que era un rinoceronte (más específicamente, basado en una vértebra de rinoceronte). Sus fósiles proceden de Italia.